# Fölisholm
Fölisholm är en ö i Finland. Den ligger i Skärgårdshavet och i kommunen Pargas i den ekonomiska regionen  Åboland i landskapet Egentliga Finland, i den sydvästra delen av landet. Ön ligger omkring 49 kilometer sydväst om Åbo och omkring 190 kilometer väster om Helsingfors.
Öns area är 26,9 hektar och dess största längd är 1,1 kilometer i öst-västlig riktning. Ön höjer sig omkring 20 meter över havsytan. I omgivningarna runt Fölisholm växer i huvudsak barrskog.